# 마피아 Inc
《마피아 Inc》(영어: Mafia Inc.)는 캐나다에서 제작된 다니엘 그로우 감독의 2019년 범죄 드라마 영화이다. 실화를 바탕으로 한 영화이다.

## 출연

### 주연
- 마크 앙드레 그롱당 : 빈센트 '빈스' 가마체 역
- 세르지오 카스텔리토 : 프란체스코 '프랭크' 파테른 역
- 길버트 시코트 : 앙리 가마체 역
- 밀렌 맥케이 : 소피 가마체 역

### 조연
- 크리스티나 로사토 : 비키 디 렌지 역
- 벤즈 앙트완 : 브라겐스 폴 상사 역
- 라파엘 페타디 : 클라우디오 자카르디 중사 역
- 구시 보이 : 뚜생 레프린스 역

## 기타
- 수입사 :  미디어소프트그룹

## 수상
- 2020년 제31회 팜스프링스 국제영화제 후보 월드 시네마 나우